# Perturbazioni dei processi LTI
Ogni sistema dinamico lineare tempo invariante (LTI) è un'approssimazione di un generico sistema dinamico reale. Per minimizzare l'effetto dell'approssimazione si studia il sistema perturbato, ovvero una famiglia di sistemi dinamici simili: se le proprietà di stabilità valgono per il sistema perturbato, allora varranno anche per quello reale.

## NominaleP0(s){\displaystyle P_{0}(s)}e perturbatoP(s){\displaystyle P(s)}
Per sistema nominale {\displaystyle P_{0}(s)} si intende il modello teorico del sistema che si usa per la progettazione del controllore. In genere tale modello viene definito in un intorno delle condizioni operative del sistema reale.
Generalmente tali modelli vengono epurati da eventuali non linearità, ritardi e poli stabili molto distanti dall'asse immaginario (i modi naturali relativi a tali poli si estinguono rapidamente). 
Per sistema perturbato {\displaystyle P(s)} si intende il modello realistico del sistema che si usa per verificare il soddisfacimento delle specifiche da parte del controllore sintetizzato in particolare i "limiti di robustezza". Tale modello contempla una gamma di variazioni parametriche in genere maggiori rispetto a quelle possibili, ovvero è più conservativo. 
Tra sistema nominale e sistema perturbato sussiste la relazione:
{\displaystyle P(s)=P_{0}(s)} + ∂{\displaystyle P_{0}(s)}
dove ∂{\displaystyle P_{0}(s)} è la perturbazione che contiene la dinamica non descritta da {\displaystyle P_{0}(s)} in sede di sintesi, tale perturbazione può essere descritta, nel tempo, da rumore bianco gaussiano a media nulla, la varianza di tale rumore dipende dall'accuratezza di {\displaystyle P_{0}(s)}.

## Perturbazioni non strutturate
Le perturbazioni introdotte nel processo nominale servono per studiare i limiti di robustezza del sistema di controllo quando i parametri sono in parte ignoti o quando sono semplicemente variabili a causa di eventi straordinari. Dopo un'analisi accurata del sistema è possibile definire una ∂{\displaystyle P_{0}(s)} che descrive il tipo di perturbazione possibile. Ciò è difficile da sintetizzare: si preferisce studiare il sistema soggetto a variazioni parametriche ignote che producono delle perturbazioni non strutturate (ovvero di cui non si conosce la natura), rappresentate da:
- additive: perturbazione non strutturata che si somma al processo nominale

{\displaystyle \partial _{p}(s)=P(s)-P_{0}(s)}
- moltiplicative riportate in uscita: perturbazione non strutturata che si premoltiplica al processo

{\displaystyle \partial ^{p}(s)=\partial _{p}(s)P_{0}^{-1}(s)}
- moltiplicative riportate in ingresso: perturbazione non strutturata che si postmoltiplica al processo

{\displaystyle \partial ^{p}(s)=P_{0}^{-1}(s)\partial _{p}(s)}

## Caratterizzazione della perturbazione
Per ognuna delle perturbazioni di cui sopra si impone un upper bound, ovvero una funzione di trasferimento stabile, con poli e zeri invarianti tutti in {\displaystyle \mathbb {C} _{b}} (vedi sezione "chiarimenti) "il cui modula sia maggiore del massimo valore singolare di ogni perturbazione non strutturata introdotta. Questa caratterizzazione permetterà, accanto alle funzioni di prestazione di sensibilità di garantire la {\displaystyle \mathbb {C} _{b}} stabilità per sistemi perturbati da quelle perturbazioni.
- additive:

{\displaystyle \partial _{p}(s)<l_{a}(w)\quad \quad \forall w\in [0,\infty )}
- moltiplicative riportate in uscita:

{\displaystyle \partial ^{p}(s)<l_{m}(w)\quad \quad \forall w\in [0,\infty )}
- moltiplicative riportate in ingresso:

{\displaystyle \partial ^{p}(s)<l_{m}(w)\quad \quad \forall w\in [0,\infty )}

## Chiarimenti
- {\displaystyle \mathbb {C} _{b}}  indica un confine sul quale viene valutato il diagramma di Nyquist per studiare la stabilità di un sistema non solo asintotica, ma con polo più lento  con modulo della parte reale minore del confine di {\displaystyle \mathbb {C} _{b}}: in altre parole permette di studiare un sistema di cui si impone la dinamica in termini di stabilità asintotica e di velocità di convergenza.